# Pamela Burns-Balogh
Pamela Burns-Balogh (14 januari 1949) is een Amerikaans botanicus en orchideeënspecialiste.
Zij behaalde haar doctoraat aan de Universiteit van Maryland in 1980 met het proefschrift A generic revision of Spiranthinae (Orchidaceae).
Ze publiceerde verschillende werken over de systematiek en evolutie van orchideeën, vooral over de subtribus Spiranthinae.
Burns-Balogh heeft onder meer bijgedragen aan het herbarium van de Universiteit van North Carolina.